# Gertrud Glöckner
Gertrud Glöckner (* 12. Januar 1902 in Dresden; † 4. Juni 1968) war eine deutsche Politikerin (SPD/SED) und Funktionärin des Demokratischen Frauenbundes Deutschlands (DFD). Sie war Mitglied des Sächsischen Landtags und der Volkskammer.

## Leben
Glöckner, Tochter eines Beamten, besuchte die Volksschule und dann die Handelsschule. Anschließend war sie als kaufmännische Angestellte tätig.
Bereits früh gewerkschaftlich organisiert, trat sie 1922 der SPD bei und übte bis 1933 kleinere Funktionen in der Partei aus. 
Nach Kriegsende wurde sie 1945 erneut Mitglied der SPD, sie trat auch dem DFD bei. Ab April 1946 war sie Mitglied des Sekretariats des SED-Landesvorstandes Sachsen (dort zuständig für die Abteilung Frauen), ab 1949 auch Mitglied des kleinen Sekretariats des SED-Landesvorstandes. Von 1946 bis 1952 wirkte sie als Mitglied des Sächsischen Landtages, dabei von 1950 bis 1952 als Vorsitzende des Haushaltsausschusses. Von 1948 bis 1950 war sie auch Mitglied des Volksrates bzw. der Volkskammer und – nach Auflösung der Länder – von 1952 bis 1954 Mitglied des Bezirkstages in Dresden. 
Sie war ab 1948 Mitglied des DFD-Landesvorstandes und ab 1953 Zweite Vorsitzende des Bezirksvorstandes Dresden des DRK. Als solche wurde sie im Februar 1962 mit dem Vaterländischen Verdienstorden in Silber ausgezeichnet.